# Авиабензин
Авиационный бензин, (авиабензин) — углеводородное топливо для поршневых авиационных двигателей (моторов), производимое из высокооктановых компонентов (алкилата, изомеризата, бензина каталитического риформинга, толуола или других компонентов с высокой химической стабильностью) с добавлением этиловой жидкости, антиокислителя и красителя. В англоязычных странах авиационный бензин известен как AvGas, сокращение от Aviation Gasoline.
В середине 20-го века авиабензины были основным видом моторного топлива, применяемым в авиации, затем они постепенно были вытеснены реактивными топливами на основе керосина.
Авиационные бензины продолжают ограниченно использоваться в XXI веке в легкомоторной авиации по всему миру. В связи с резким сокращением потребления этилированного авиабензина в настоящее время его производство сохранилось только в США и РФ, остальные страны, использующие легкомоторную авиацию, предпочитают закрывать свои потребности за счёт импорта.

## Различия авиационных и автомобильных бензинов
Авиационные и автомобильные бензины отличается между собой технологией производства, фракционным составом, химической стабильностью и ещё рядом параметров. Авиационный и автомобильные бензины — не взаимозаменяемы, и кроме того, авиабензин существенно дороже автомобильного. Однако, в некоторых случаях в авиационных моторах применяется автомобильный бензин с некоторыми ограничениями, либо в бензин добавляются присадки для улучшения эксплуатационных характеристик.
Причины, по которым различаются автомобильные и авиационные бензины, кроются в разных условиях эксплуатации моторов. На автомобиле мотор редко работает на полной мощности и предельных оборотах, тогда как на самолёте мотор работает на полной или близкой к полной мощности почти весь полёт.

## Ассортимент и характеристики
Авиационные бензины представляют собой легковоспламеняющуюся жидкость, взрывоопасная концентрация паров которой в смеси с воздухом составляет 6 %. Температура самовоспламенения авиационных бензинов — от 380 °С до 475 °С, температура вспышки — от минус 34 °С до минус 38 °С.
Разделение авиационных бензинов по маркам производится по октановому числу, определяемому по моторному методу. Кроме того, для ряда авиационных бензинов в маркировке указывается сортность на богатой смеси.
Для авиабензина основными показателями качества являются:
- детонационная стойкость (определяет пригодность бензина к применению в двигателях с высокой степенью сжатия рабочей смеси без возникновения детонационного сгорания)
- фракционный состав (говорит об испаряемости бензина, что необходимо для определения его способности к образованию рабочей топливовоздушной смеси; характеризуется диапазонами температур выкипания (40—180°С) и давлений насыщенных паров (29—48 кПа)
- химическая стабильность (способность противостоять изменениям химического состава при хранении, транспортировке и применении).

По состоянию на 2019 год в РФ выпускаются:
- бензин авиационный Б-92 по ГОСТ 1012—2013 (по гособоронзаказу)
- бензин авиационный Б-91/115 по ГОСТ 1012—2013
- бензин авиационный Б-70 ТУ 38.101913-82 (в качестве моторного топлива в н.в. не применяется)
- бензин авиационный (импортный) Avgas 100LL по ГОСТ Р 55493-2013

## Присадки в бензин
Антидетонационная присадка:
Антидетонационная смесь должна содержать не менее 61 % тетраэтилсвинца и дибромэтан в количестве, достаточном для обеспечения содержания двух атомов брома на один атом свинца.
Противообледенительные присадки:
- Изопропиловый спирт в кол-ве не более 1 %
- Монометиловый эфир диэтиленгликоля типа III в концентрации 0,10 % об. — 0,15 % об.

Антиокислительные присадки:
- 2.4-диметил-6-трет-бутилфенол;
- 2.6-ди-трет-бутил-4-метилфенол;
- 2.6-ди-трет-бутилфенол
- параоксидифениламин
- N.N'-ди-изопропил-пара-фенилендиамин;
- N.N'-ди-фтор-бутил-пара-фенилендиамин

Антистатическая присадка
Антикоррозийная присадка

## Авиабензины производства РФ

### Бензин неэтилированный Б-70
Прямогонный неэтилированный низкооктановый бензин с плотностью не более 0,7 г/см3. Первоначально (в середине 20-го века) в чистом виде применялся в качестве горючего для низкофорсированных поршневых двигателей (самолёты АНТ-9, ТБ-3, Р-5, По-2, МБР-2, Як-6, Як-12, Як-18, Ан-14, вертолёт Ка-15 и др.; аэросани, глиссеры и проч.) и в качестве базовой основы различных топливных смесей высокооктанового топлива для более мощных моторов, затем в качестве топлива некоторых реактивных двигателей (прямоточных двигателей некоторых ракет, турбостартёров некоторых ТРД и т. п.), в н.в. используется в основном в качестве растворителя и обезжиривателя. Представляет собой бесцветную прозрачную малотоксичную легковоспламеняющуюся жидкость (температура самовоспламенения 270°С)

### Авиационный этилированный бензин Б-91/115
Авиационный бензин Б-91/115 — это топливная смесь, которую получают за счет прямой перегонки нефти с применением каталитического риформинга. Представляет собой легковоспламеняющуюся прозрачную жидкость зелёного цвета с характерным запахом. Бензин Б-91/115 оставался в производстве очень долго, так как на нём работает мотор АШ-62ИР самолёта Ан-2 — основного типа на местных воздушных линиях в СССР.

### Авиационный этилированный бензин Б-92
Был разработан в РФ начале 90-х годов как единое моторное топливо для авиационных поршневых моторов. Бензин с пониженным содержанием ТЭС. Производился по ТУ38.401-58-47-92, затем по ГОСТ 1012—2013.
Представляет собой легковоспламеняющуюся прозрачную жидкость зелёного цвета с характерным запахом.

### Авиационный этилированный бензин Avgas 100LL
Высокооктановый этилированный авиационный бензин с детонационной стойкостью по моторному методу не менее 99,6. Представляет собой легковоспламеняющуюся прозрачную жидкость голубого цвета с характерным запахом. Содержание свинца составляет 0,56 г/л.
Предназначен для использования в воздушных судах с поршневыми авиационными двигателями с искровым зажиганием, например, для вертолётов Robinson R-22 и R-44, а также самолётов Cessna-172/182, Extra EA300 и др.

## История авиационных бензинов в СССР и РФ

### Грозненский и бакинский бензины
Исторически первыми авиационными бензинами в СССР были прямогонные бензины, получаемые из месторождений районов г. Грозного и г. Баку.
Месторождения Грозного давали практически однородную по составу нефть. Дистиллят, получаемый при выкипании нефти при температуре 130°С как раз и образовывал авиационный бензин Грозненский.
Месторождения Баку давали разную по составу нефть, которая при производстве бензина смешивалась в определённых пропорциях. Бензиновая фракция перегонялась при температуре 175°С, получаемый при этом дистиллят назывался авиационный бензин Бакинский «30» (до 1935 года он назывался: Бакинский бензин 2-го сорта экспортный).
Грозненский авиабензин имел удельный вес 0,700÷0,720 (при +15°С), бакинский авиабензин — 0,748÷0,754; октановое число у первого — 58-60, у второго — 70-72. Бочки с грозненским авиабензином маркировались голубой краской, бочки с бакинским — белой краской.
Более тяжёлые фракции нефти, выкипающие при температуре до 200°С, образовывали бензины 1-го и 2-го сорта, и в качестве топлива в авиации не применялись.
При прямой перегонке нефти выход лёгкого топлива составляет в среднем 10-15 %.
Грозненский авиабензин в чистом виде применялся в малофорсированных моторах типа М-2, М-5, М-11, М-26. Бакинский авиабензин использовали в моторах М-17, М-22

### Авиабензол
С появлением в авиации более мощных двигателей с повышенной степенью сжатия в эти бензины стали добавлять в качестве антидетонационного средства бензол (и так называемый пиробензол): летний авиабензол марки «Л» нефтяной и зимний авиабензол марки «А» нефтяной. По химическому составу авиабензол представлял собой смесь бензола, толуола и ксилола. Так, в летнем авиабензоле количество бензола составляло 75 %, толуола 18 % и ксилола 7 %. Это топливо (в чистом виде) замерзает при температуре −10°С. Зимний авиабензол имел состав: бензола 50 %, толуола 35 % и ксилола 15 %; температура замерзания −28°С. Октановое число авиабензола не менее 100, пиролизного бензола — 92. Так как бензол тяжелее бензина (удельная плотность 0,884), при использовании бензино-бензольных смесей или чистого авиабензола требуется перерасчёт загрузки самолёта и его дальности полёта. Кроме того, мощность мотора при работе на бензоле падает, так как теплотворная способность химически чистого бензола равна 9300 кал/кг (у бензина 10400 кал/кг). На практике чистый бензол для заправки самолётов не применялся, использовались смеси с бензинами, в которых количество бензола может доходить до 75 %.

### Этилированный бензин
Затем в моторное топливо стали добавлять антидетонационные присадки на основе тетраэтилсвинца (C2H5)4Pb (ТЭС). В СССР первой такой присадкой стала этиловая жидкость (изготавливаемая по отраслевому стандарту ОСТ № 40033), состоящая из ТЭС, хлористых и бромистых соединений в соотношении 1/1 и красного красителя. Затем были разработаны присадки:
- продукт Р-9 (тетраэтилсвинец — 55 %, бромистый этил — 35 %, монохлорнафталин — 10 %, красный краситель)
- продукт В-20 (тетраэтилсвинец — 55 %, бромистый этил — 35 %, дихлорэтан — 10 %, синий краситель)

Присадка добавлялось по объёму от 1 до 4 см³. жидкости на 1 литр моторного топлива.
Так как тетраэтилсвинец является чрезвычайно ядовитой жидкостью, для приготовления свинцовых бензинов в стране стали создавать т. н. смесительные базы. Тем не менее, из-за большой номенклатуры эксплуатируемых моторов в СССР продолжалось приготовление топливных смесей непосредственно в эксплуатирующих организациях, то есть на аэродромах.
Этиловая жидкость — сильный яд, поэтому её хранят под охраной и транспортируют с сопровождающим. Все работы с этиловой жидкостью выполнять обязательно в прорезиненном комбинезоне, резиновых сапогах, резиновых перчатках и противогазе.
В СССР некоторое время в авиации применялись так называемые тройные смеси: спирто-бензино-бензольные, в которых содержание бензина составляет минимально до 20 %, остальное приходится на бензол (пиробензол) и безводный этиловый спирт. Практика эксплуатации таких смесей показала значительную сложность приготовления топлива, так и определённые достаточно специфичные операции в топливной системе летательного аппарата при переходе с бензиновых на тройные смеси.

### Авиатопливо из каменного угля
При коксовании каменного угля выделяются газы, содержащие углеводороды. Эти газы улавливаются, охлаждаются, очищаются от смол, затем этими газами происходит насыщение масел. Насыщенное масло поступает на перегонку, в процессе которой получают бензол, толуол и ксилол. Каменноугольное топливо содержит в лёгкокипящей фракции сернистые соединения, отрицательно влияющее на ресурс моторов. Выход готовой продукции при такой технологии очень низок и составляет 0,9 %.
Значительно повысить выход бензина можно используя метод гидрокрекинга (см. ниже).
Также бензины можно получать из сланцев методом полукоксования, при этом выход сланцевого бензина составляет от 1 до 4 процентов.

### Синтетические бензины
В сильно упрощённом виде: синтетический бензин получают из каменного угля. Мелко измельчённую угольную массу нагревают до температуры 500°С при давлении 100—200 атмосфер, в присутствии водорода и катализаторов. По такой технологии из 1 тонны угля можно получить до 650 литров жидкой массы, из которой в дальнейшем можно выгнать до 200 литров лёгкого топлива.
Для повышения детонационной стойкости в синтетический авиабензин добавляются специальные присадки. Например, немцами применялась жидкость «Мотил» на основе пентакарбонилового железа.
Наибольших успехов в производстве синтетического моторного топлива достигла Германия. В середине 30-х годов объёмы производства гидрокрекингового бензина составляли 300000 тонн в год.
Перед войной в Германии был отработан процесс по получению синтетического топлива по нескольким технологиям. Так, к 1 сентября 1939 года в Германии имелось 7 заводов, работающих по методу гидрогенизации, 7 заводов работающих по методу Фишера-Тропша и ещё несколько заводов, работающих по методу получения бензина из каменноугольной смолы, остающейся после коксования угля. Месячная выработка синтетического топлива на всех этих заводах достигала 120 тысяч тонн. Выпускались следующие марки авиационного бензина:
- синтетический неэтилированный бензин А3 с октановым числом 70
- синтетический неэтилированный бензин В4 с октановым числом 72
- этилированный высокооктановый бензин (из нефти) С2 с октановым числом 94-97
- синтетический этилированный высокооктановый бензин С3 с октановым числом 94-97

В 1944 году заводы Германии выпустили 5,7 миллионов тонн синтетического топлива (суммарно всех типов и марок).
Перед войной в СССР был внедрён новый стандарт на моторные топлива. В соответствии с ГОСТ 1012-41 выпускались неэтилированные авиабензины: Б-70, Б-74, Б-78б, АРБ-70, а также пусковой краснодарский бензин ПКБ с октановым числом 70 и пусковые бензины ПГБ по ОСТ-10812-40, ПМБ, ПВБ по ОСТ-10813-40.
В годы ВОВ в СССР производились следующие авиационные бензины: Б-59, Б-70, Б-74, Б-78б и Б-78г.
Добавляя антидетонационную присадку Р-9 (или В-20), получались следующие моторные топлива:
- На основе базового бензина Б-59: 1Б-59(73), 2Б-59(78), 3Б-59(81), 4Б-59(82)
- На основе базового бензина Б-70: 1Б-70(80), 2Б-70(85), 3Б-70(87), 4Б-70(88)
- На основе базового бензина Б-74: 1Б-74(85), 2Б-74(88), 3Б-74(90), 4Б-74(92)
- На основе базового бензина Б-78: 1Б-78(87), 2Б-78(92), 3Б-78(93), 4Б-78(95)

Где цифра перед буквой «Б» означает объём количества присадки в см³ на килограмм бензина. В скобках число показывает итоговое октановое число смеси бензина с присадкой.
Также готовились топливные смеси на основе бензина Б-70, с добавлением в бензин бензолов и изооктанов, с октановым числом 95:
- Смесь № 1: 60 % Б-70, 20 % изооктана и 20 % неогексана.
- Смесь № 2: 60 % Б-70, 20 % алкилбензола и 20 % неогексана.
- Смесь № 3: 60 % Б-70, 32 % изооктана и 8 % изопентана.

По ленд-лизу из США поступали бензины, получившие советскую маркировку Б-95 и Б-100. Это прямогонные бензины с изооктаном и изопентаном, с добавлением антидетонационной присадки ТЭС. Кроме этих бензинов, США поставляли следующие компоненты для производства моторных топлив: изооктан, изопентан, неогексан, алкилбензин, техническая смесь изооктана с изопентаном. Также американцы поставляли в СССР ТЭС под маркой «1-Т».
Американские бензины применялись как на импортных самолётах, так и на отечественных. В частности, после добавки продукта Р-9 (1 см³ на килограмм топлива) в бензин Б-95 (1Б-95) им заправляли самолёты с моторами М-88Б и М-105.
По состоянию на 1975 год в СССР выпускались следующие марки авиабензинов:
- Б-91/115 (зелёного цвета), содержащий ТЭС до 2,5 мл/кг. Производился для двигателей АШ-82В и АШ-82Т
- Б-95/130 (жёлтого цвета), содержащий ТЭС до 3,3 мл/кг. Производился для двигателей АИ-26В и АШ-62ИР
- Б-100/130 (ярко-оранжевого цвета), содержащий ТЭС до 2,7 мл/кг. Область применения — двигатель АШ-73ТК
- СБ-78 — смесь бензинов Б-70 (75 %) и Б-91/115 (25 %). Применение: двигатели АИ-14ВФ.
- БА — бензин с особо высокой детонационной стойкостью для некоторых типов импортной техники. Содержащие ТЭС до 3,3 мл/кг. Сортность на бедной смеси не ниже 115, на богатой смеси не ниже 160.
- Б-70 для турбостартеров ТРД.

### В Российской федерации
С 1 июля 2003 года вступил в действие Федеральный закон от 22.03.2003 г. № 34-ФЗ «О запрете производства и оборота этилированного автомобильного бензина в Российской Федерации», в результате которого производства ТЭС в РФ было прекращено, а вместе с ним стало сокращаться производство авиабензина.
По состоянию на 2011 год производство авиационного бензина всех марок в РФ было прекращено, однако уже с осени 2016 года компанией «Газпром» производство авиабензина было возобновлено, также в РФ производится авиационный бензин с пониженным содержанием ТЭС марки 100LL по ГОСТ Р 55493-2013.